# ГЕС Чунчеон
ГЕС Чунчеон — гідроелектростанція в Південній Кореї. Знаходячись між ГЕС Хвачхон (вище по течії) та ГЕС Uiam (45 МВт), входить до складу каскаду у сточищі річки Хан (басейн Жовтого моря).
У межах проекту річку Пукханган (правий витік Хана) перекрили бетонною гравітаційною греблею висотою 40 метрів та довжиною 456 метрів, яка потребувала 274 тис. м3 матеріалу. Вона утримує водосховище з площею поверхні 14,3 км2 та об'ємом 150 млн м3 (корисний об'єм 161 млн м3), в якому припустиме коливання рівня у операційному режимі між позначками 98 та 103 метри НРМ (у випадку повені останній показник може зростати до 105 метрів НРМ).
Пригреблевий машинний зал у 1965 році ввели в експлуатацію з двома турбінами типу Каплан потужністю по 28,8 МВт. В кінці 2000-х внаслідок проведеної модернізації загальна потужність станції зросла до 62,3 МВт. Обладнання працює з напором у 28,8 метра та забезпечує виробництво 145 млн кВт-год електроенергії на рік.
Видача продукції відбувається по ЛЕП, розрахованій на роботу під напругою 154 кВ.
З 1986 року управління станцією здійснюється у дистанційному режимі.